# John Rigby
John Rigby (Eccleston, 1570 – Londra, 21 giugno 1600) fu un cittadino inglese martirizzato sotto Elisabetta I. È venerato come santo dalla Chiesa cattolica e ricordato come uno dei santi quaranta martiri di Inghilterra e Galles.

## Biografia
John Rigby nacque da Nicholas Rigby e Mary Breresad a Eccleston (Nord-ovest dell'Inghilterra) nel 1570, quinto o sesto figlio di una famiglia cattolica. Essendo ricusanti (non partecipavano ai riti anglicani), furono sanzionati economicamente dal governo. Le multe furono così tante che esaurirono il patrimonio di famiglia.
Non avendo la possibilità di mantenerlo, John fu mandato a servizio presso una famiglia di Londra. I suoi padroni erano protestanti e John assistette alle funzioni religiose. Pentitosi, volle confessarsi e riuscì a contattare il sacerdote John Gerard, che lo assistette e gli parlò per la prima volta della Compagnia di Gesù. Successivamente Rigby entrò a servizio di una famiglia cattolica: gli Huddleston, abitanti in un villaggio vicino a Cambridge. Qui conobbe il gesuita laico Nicholas Owen (oggi santo), a cui rivelò il desiderio di entrare tra i Gesuiti.
Il 13 febbraio 1600 fu chiamato a testimoniare alla corte criminale in favore di una delle figlie del suo padrone, Isabel. La donna era risultata assente più di una volta alle funzioni religiose anglicane ed era sospettata di essere una ricusante. John la difese spiegando che era stata ammalata. Fu dunque Rigby ad essere interrogato al suo posto. Quando la corte gli chiese di rivelare quali fossero le sue convinzioni religiose egli, sapendo che non si poteva mentire davanti a un giudice, rispose che era un cattolico riconciliato. 
Fu accusato di tradimento e venne immediatamente rinchiuso nella prigione di Newgate. Firmò una dichiarazione in cui ammetteva di essere stato riportato al cattolicesimo dal «signor Buckley». Si trattava di John Jones, il frate francescano martirizzato due anni prima. In realtà Rigby volle coprire John Gerard. Il giudice gli offrì due volte la possibilità di rinunciare alla sua fede e tornare libero, ma Rigby rifiutò dicendo di non aver mai tradito la Regina. Quando il presidente del tribunale pronunciò la sentenza di morte, John disse ad alta voce:
Le sue parole fecero molta impressione sul tribunale, tanto che l'esecuzione della sentenza fu sospesa per tre mesi. Nel frattempo John, che non aveva perso i contatti con padre Gerard, rinnovò la sua richiesta di far parte dell'Ordine dei Gesuiti. In prigione passò i suoi ultimi giorni pregando e, quando un amico gli chiese come si sentisse sapendo che la sua fine era vicina, gli rispose: «Ringrazio Dio, in grandissimo conforto e consolazione di mente». Quello stesso giorno fece recapitare il suo borsello a padre Gerard, che da allora lo tenne come portareliquie.
Il 21 giugno la sentenza capitale fu eseguita a Saint Thomas Watering, un'area paludosa a Londra (oggi è la Old Kent Road nel quartiere Southwark) dove venivano giustiziati i criminali comuni. Rigby si presentò al patibolo con animo lieto. Regalò una moneta d'oro al boia che gli stringeva il cappio dicendo: 
La sentenza fu eseguita per impiccagione, sventramento e squartamento.

## Culto
John Rigby fu beatificato da Pio XI il 15 dicembre 1929 e fu canonizzato da Paolo VI il 25 ottobre 1970 nel novero dei Quaranta martiri inglesi e gallesi.